# Llac Laach
El Laacher See (pronunciació alemanya: [ˈlaːxɐ ˈzeː]), també conegut com a llac Laach, és un llac de caldera volcànica amb un diàmetre de 2 km, el més gran de Renània-Palatinat, Alemanya. Està ubicat a l'est de Vulkaneifel, prop de l'abadia de Maria Laach a Ortsgemeinde de Glees. Es va formar a la caldera del volcà Laacher després de la seva última erupció volcànica, ocorreguda l'any 10.930 aC (any radix 1950), i segons investigacions recents l'any 11.056 aC. La desgasificació que es pot observar com a mofettes a l'àrea sud-est del llac són signes de vulcanisme latent.

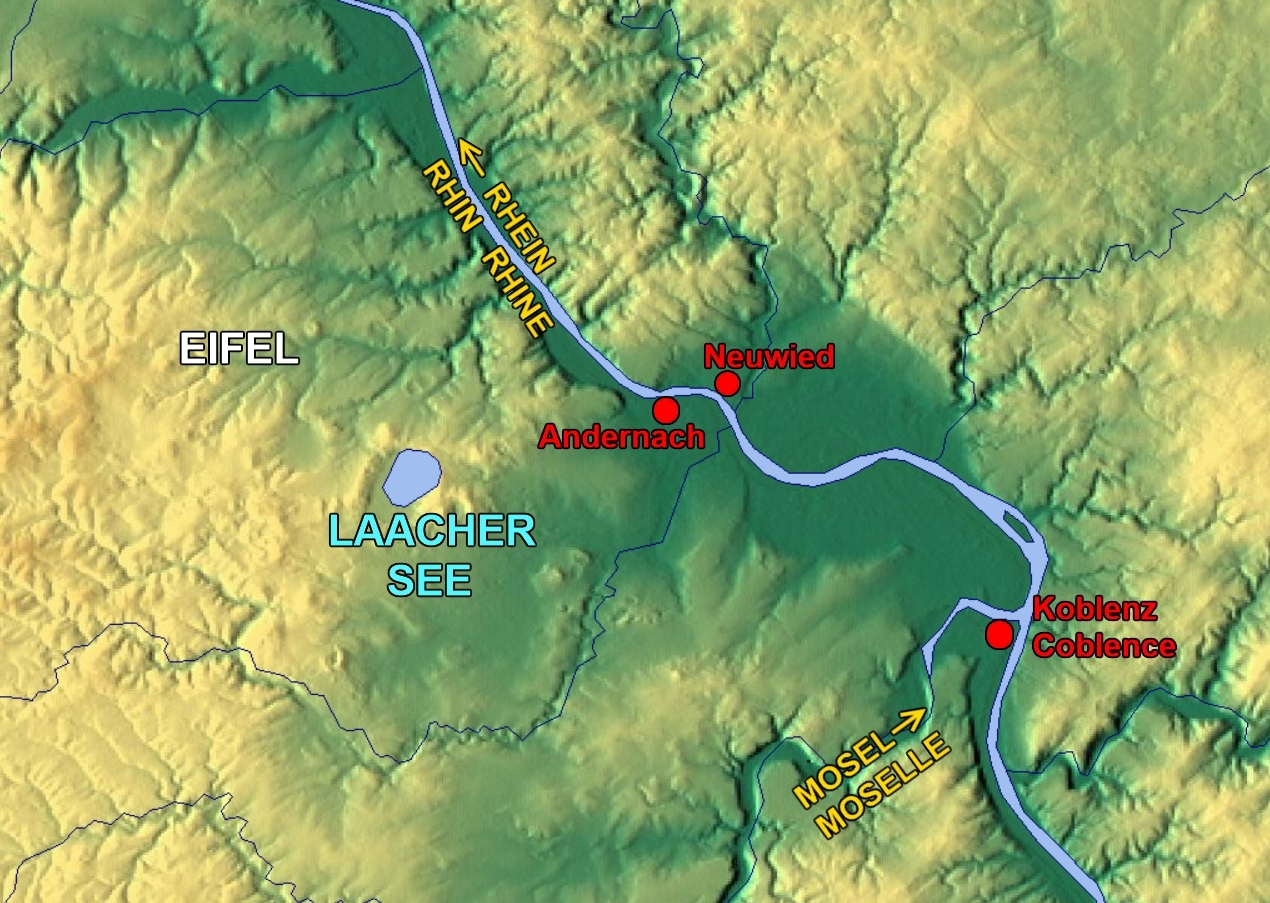
Mapa topogràfic de Laacher See i els seus voltants

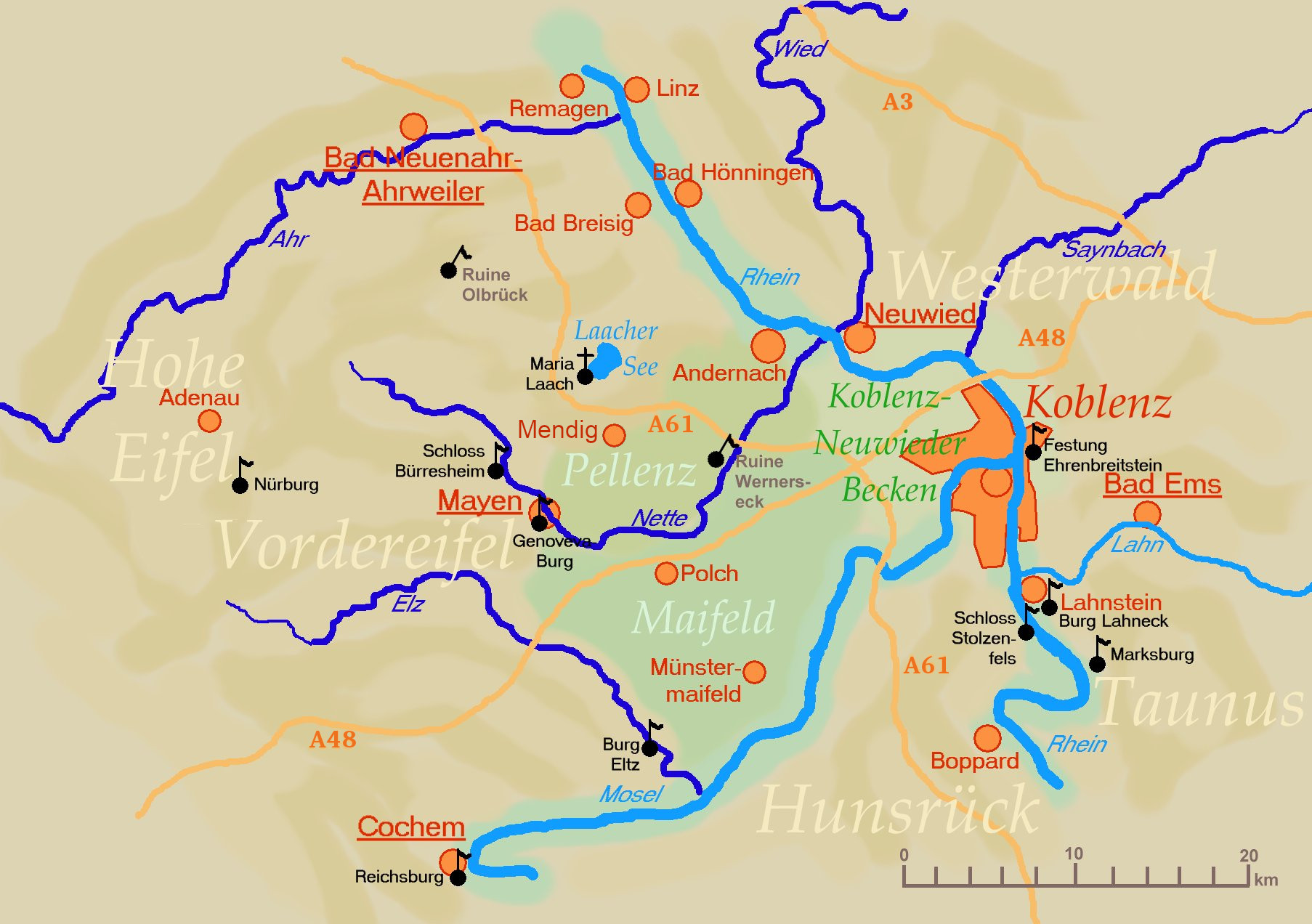
Mapa paisatgístic de Vordereifel

## Etimologia
La paraula Laach prové de l'alt alemany antic lacha, i està relacionada amb la paraula alemanya actual Lache, procedent del llatí lacus que simplement significa llac. El nom Laacher See és, doncs, una tautologia. Laach també ha passat al lloc i al monestir. L'abadia va passar a anomenar-se Maria Laach pels jesuïtes el 1863.

## Descripció
Amb una superfície d'uns 3,3 km² i una profunditat de 51 m, el llac té forma ovalada i és el més gran de Renània-Palatinat. Es troba a Vulkaneifel (àrea volcànica de l'est d'Eifel) a 8 km de la ciutat d'Andernach, 37 km de Bonn, 24 km de Coblença i 11 km de Mayen. És de fàcil accés a través de la cruïlla de l'autopista A 61 a 3 km al nord de Mendig.

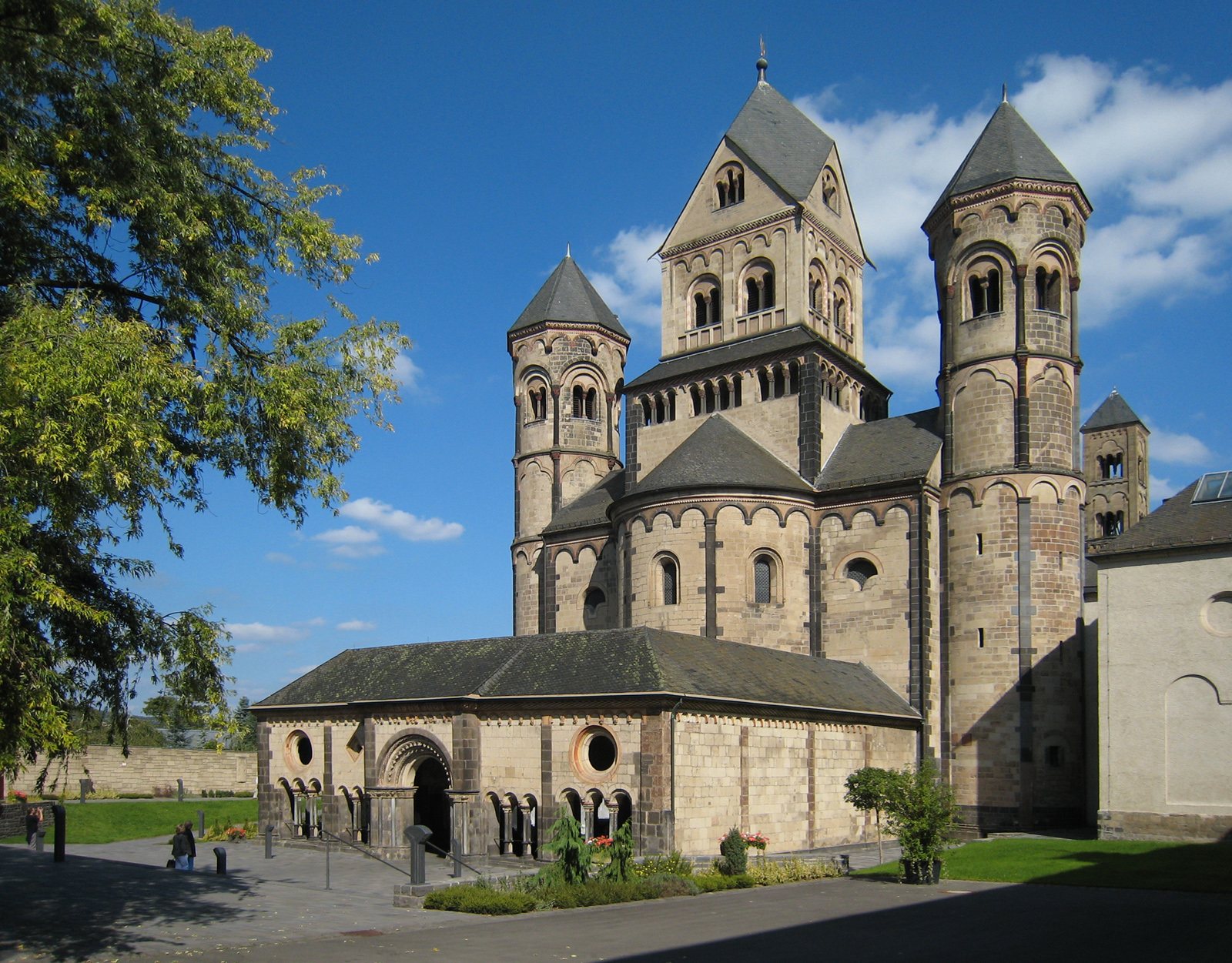
Abadia de Maria Laach

Al costat occidental es troba l'abadia benedictina de Santa Maria Laach (Abbatia Lacensis), fundada el 1093 per Enric II de Laach de la Casa de Luxemburg, primer comte palatí del Rin, que tenia el seu castell davant del monestir sobre la riba oriental del llac.
El llac està envoltat completament per un mur d'uns 125 m d'alçada i d'alts bancs. La lava s'extreia per a pedres de molí des de l'època romana fins a la introducció dels rodets de ferro per moldre el gra. S'alimenta principalment d'aigües subterrànies i no té sortida natural. Es troba a 275 metres sobre el nivell del mar i la superfície de l'aigua a la zona originalment variava fins a 15 metres, cosa que dificultava l'agricultura. Segons Klaus Grewe, a la Baixa edat mitjana mandat de l'abat Fulbert (1152-1177), es va construir un túnel de 880 metres de llarg cap al sud per drenar-lo. Aquest túnel anomenat de Fulbert, estava destinat a protegir la propietat del monestir de les inundacions. Segons investigacions més recents, el túnel de Fulbert fins i tot podria haver estat creat en època romana. Entre el 1840 i el 1845, les famílies Delius i von Ammon, llavors propietàries del monestir i del llac, van construir un túnel paral·lel d'aproximadament 5 metres més profund, per baixar el nivell de l'aigua al nivell actual, com a mesura per guanyar terres i pastures. El llac va perdre al voltant d'un terç de la superfície d'aigua a través dels dos esvorancs.

## Geologia i activitat volcànica

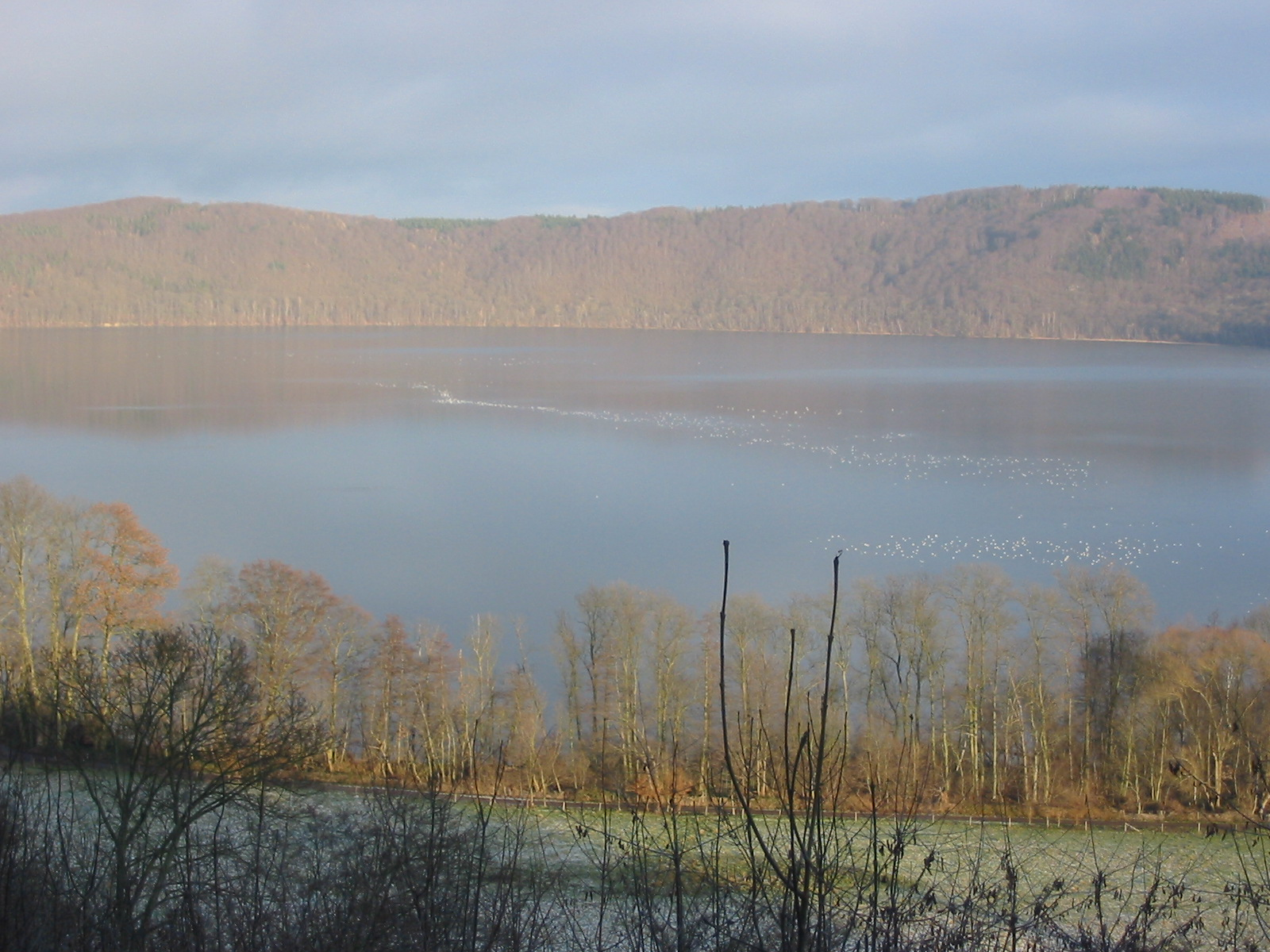
El Laacher See a l'hivern, des de la costa sud-oest

Església de l'abadia de Maria Laach

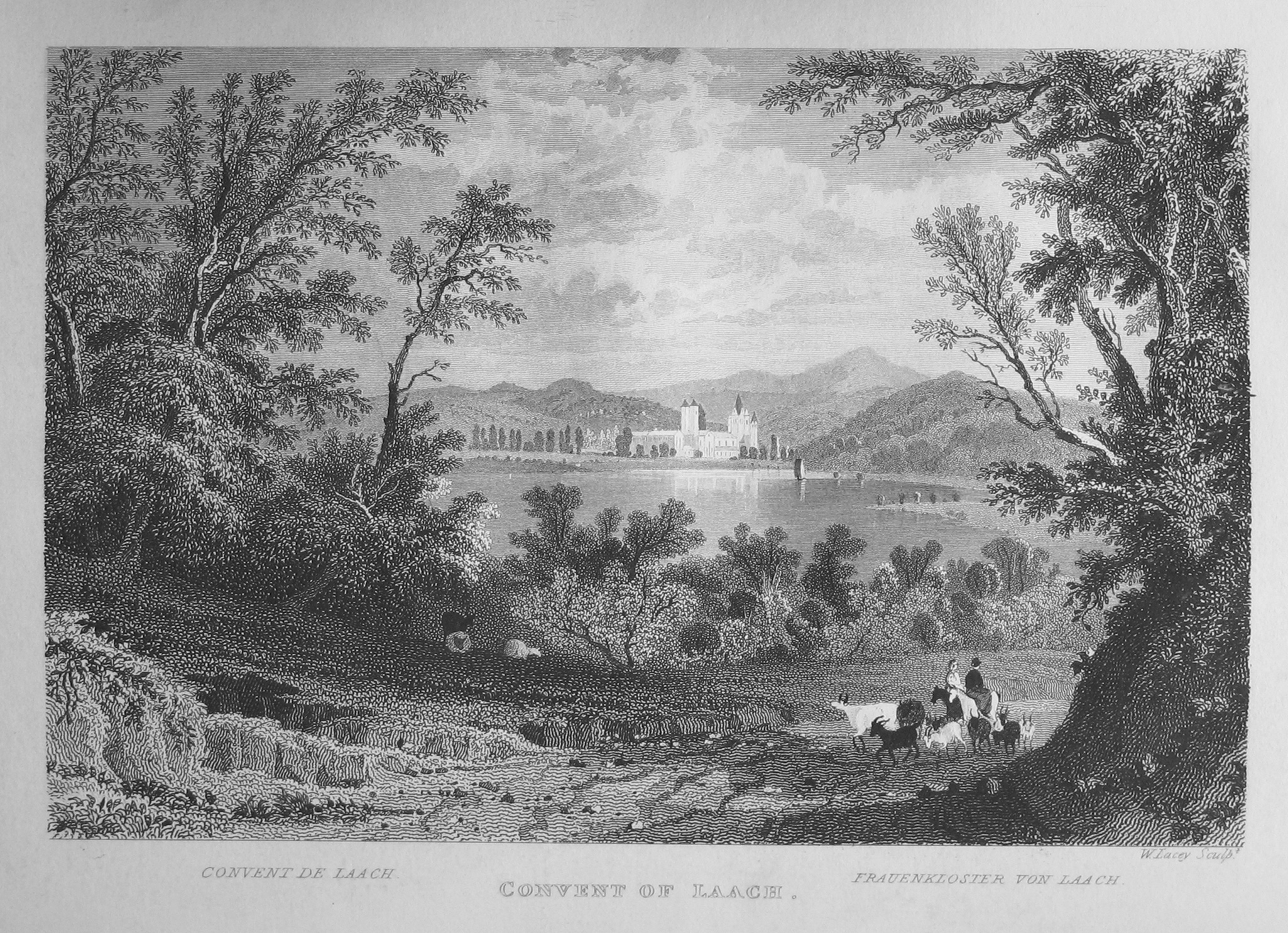
El Laacher See amb l'abadia benedictina de Maria Laach al voltant de 1832, gravat segons Tombleson

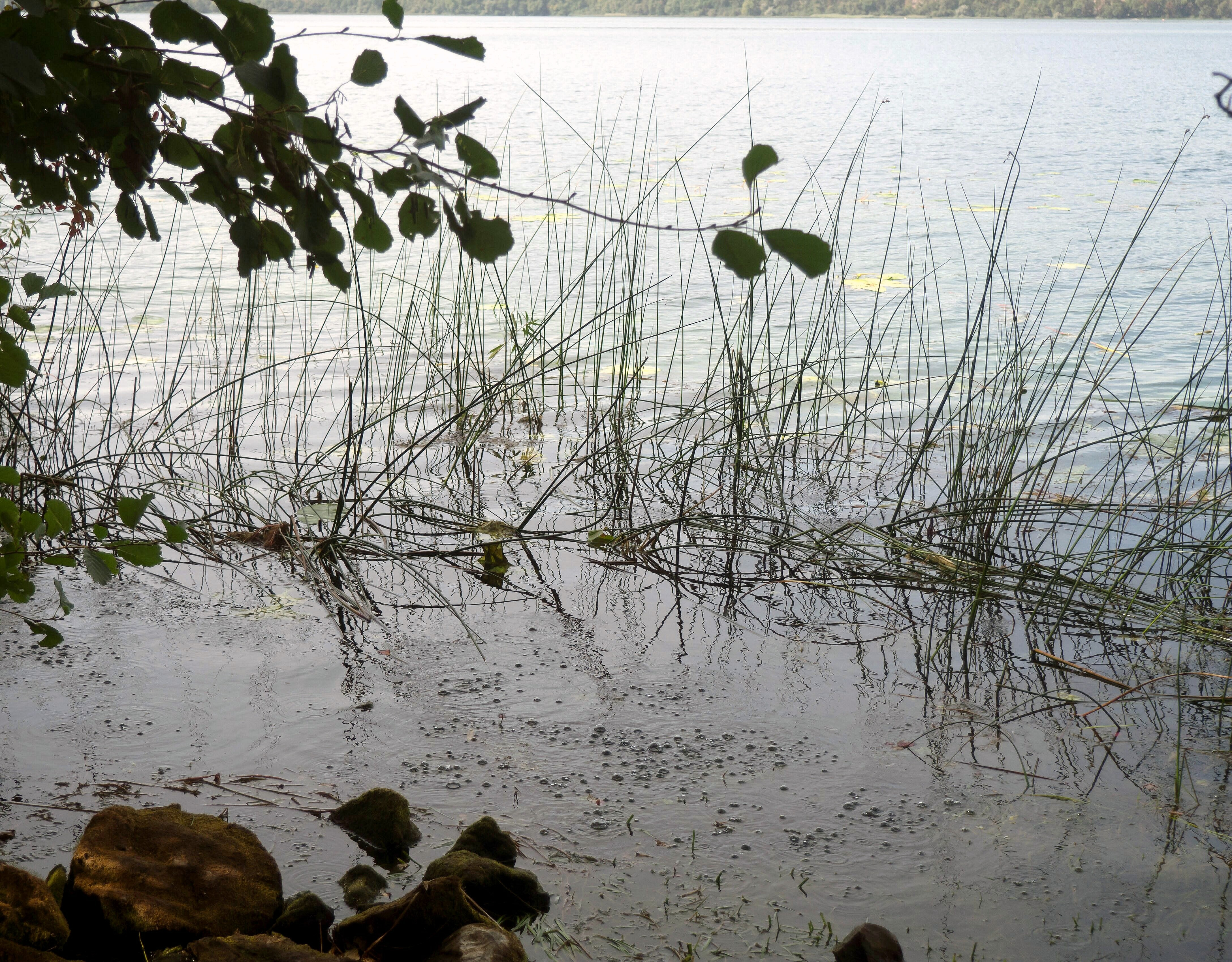
Mofettes a la riba est

El vulcanisme a Alemanya es remunta a milions d'anys enrere, relacionat amb el desenvolupament del Sistema Europeu de Esquerdes Cenozoiques, que va ser causat per la col·lisió entre les plaques africana i euroasiàtica, però s'ha concentrat en explosions associades amb la càrrega i la descàrrega de gel durant els avenços i retrocessos de les glaceres.
Tot i que sovint es fa referència a Laacher See com el maar (llac de cràter volcànic) més gran de Vulkaneifel, geològicament no és ni un maar ni un cràter volcànic, sinó una caldera plena d'aigua, una conca més o menys circular formada pel enfonsament del sostre del qual ha sorgit una cambra magmàtica buida sota el volcà. Amb el temps, aquest calder pot omplir-se daigua. A més del veí Wehrer Kessel, Laacher See és la caldera més gran d'Eifel i l'única a Europa central que és plena d'aigua.

### L'Erupció
La darrera erupció del volcà, que va crear aquesta caldera, va ser fa uns 13.000 anys. Una investigació de 2021 ho data a 13.006 aC, és a dir aproximadament un segle abans de la data assumida anteriorment, al voltant de l'any 10 930 a. p. L'erupció va durar només uns quants dies i va consistir en una fase pliniana principal, que es va iniciar i va finalitzar amb explosions freatomagmàtiques.
Enormes quantitats de cendra volcànica i pumicita van ser expulsades, cobrint l'àrea de fins a set metres de gruix fins a la vall del Rin. El material expulsat va obstruir l'estreta vall del Rin a la Porta d'Andernach i els dipòsits de tefra de l'erupció van representar el Rin, creant un llac de 140 km², que es va estendre a través de la conca del Neuwied fins a l'Alt Rin. Quan es va trencar la presa, una inundació sobtada va escombrar riu avall, deixant dipòsits en llocs tan llunyans com Bonn. La pluja radioactiva s'ha identificat en una àrea de més de 300.000 quilòmetres quadrats, que s'estén des del centre de França fins al nord d'Itàlia i des del sud de Suècia fins a Polònia, fet que la converteix en una eina invaluable per a la correlació cronològica de capes arqueològiques i paleoambientals a tota l'àrea. L'erupció de Laacher See, rica en sofre, es discuteix com el desencadenant de l'anomalia climàtica de la glaciació Dryas recent.
Les explosions inicials de Laacher See, que van tenir lloc a finals de la primavera o principis de l'estiu, van fer caure arbres a una distància de fins a quatre quilòmetres. El magma va obrir una ruta cap a la superfície que va entrar en erupció durant unes deu hores, aconseguint probablement el plomall una alçada de 35 quilòmetres. L'activitat va continuar durant diverses setmanes o mesos, produint corrents piroclàstics que van cobrir valls a deu quilòmetres de distància amb tefra enganxosa. A prop del cràter, els dipòsits van assolir més de cinquanta metres de gruix, i fins i tot a cinc quilòmetres de distància encara tenen deu metres de gruix. Totes les plantes i animals en una distància d'uns seixanta quilòmetres al nord-est i quaranta quilòmetres al sud-est degueren haver estat aniquilats.
El volum total expulsat va ser d'aproximadament 6 km³ de magma, la qual cosa correspon a aproximadament 16 km³ de massa volcànica solta (tefra), equivalent a un valor de 6 a l'escala de 0 a 8 de l'índex d'explosivitat volcànica (IEV).
L'erupció va ser una vegada i mitja la magnitud de l'erupció del Pinatubo de 1991 o sis vegades la magnitud de l'erupció de la Muntanya Saint Helens de 1980. Els dipòsits més fins dels núvols de cendra encara es poden trobar en sediments quaternaris com un estret horitzó de pedra pómez transportat fins a Suècia i el nord d'Itàlia. La formació va ser nomenada Laacher See-Tephra (LST) per Bogaard i Schmincke el 1984. Els geocientífics i arqueòlegs l'utilitzen com a indicador per a la datació i, a nivell nacional, com un horitzó guia de l'Allerød.
El material volcànic extret era predominantment del tipus fonolític, contenint proporcions progressivament més altes de material màfic més primitiu només a la tercera fase. Hi ha desacord sobre la quantitat total de material. Es parla de 6 km³ de DRE corresponents a 16-20 km³ de masses soltes, però també es discuteix una discrepància amb la cambra de magma associada, que només permet una quantitat significativament menor (10%) de material extret. Tampoc és clar si hi ha un, dos o més centres de brots.
L'augment de CO₂ a la zona costanera sud-est del llac (anomenades mofettes) encara mostra l'activitat volcànica a la regió (parc volcànic). Els vulcanòlegs i geòlegs assumeixen que actualment no hi ha perill evident per part de Laacher See. En el context de la llarga activitat volcànica a Eifel, la possibilitat d'una erupció volcànica no es pot descartar de ple, encara que aquest no ha de ser el cas a l'àrea de Laacher See. Van passar almenys 17.000 anys entre la primera aparició de magma sota Laacher See i la seva violenta erupció al final de l'última edat de gel. Comparat amb aquests llargs períodes, és molt probable una nova erupció del volcà en els propers mil·lennis. A tot l'est d'Eifel, hi ha hagut una erupció volcànica cada cinc a deu mil anys de mitjana durant els darrers 450.000 anys, un període que clarament ha passat des de la darrera erupció.
Els esdeveniments recents (per ex. terratrèmols locals el 2018) mostren una activitat lleu que augmenta lentament. Els experts continuen monitoritzant el desenvolupament del volcà i han trobat que la càmera de magma encara està intacta. El temps fins a la propera erupció es pot estimar en centenars d'anys, o pot ser sobtat i inesperat. L'augment de CO₂ hi continua.
Un estudi publicat el gener del 2019 ha estat capaç de detectar vuit seqüències de terratrèmols de baixa freqüència en quatre cúmuls limitats espacialment a una profunditat d'entre 10 i 45 quilòmetres des del 2013. Els científics interpreten això com una confirmació de l'opinió predominant que el volcà encara està actiu i que la cambra de magma s'està omplint actualment amb l'ascens de magma des del mantell superior. Tanmateix, aquests encara no són signes d'activitat volcànica imminent. Actualment se suposa que després d'una erupció, la càmera de lava sota l'Eifel triga uns 30.000 anys a tornar a omplir-se.
L'activitat més recent a la regió va ser un eixam sísmic el 28 d'octubre del 2019 a les 23:17, amb l'epicentre del terratrèmol a Namedy, un districte d'Andernach, aproximadament a 4 km de Laacher See. L'eixam va consistir en almenys sis terratrèmols individuals amb una magnitud màxima de 1,6. No va mostrar característiques de baixa freqüència profunda; per tant, no es pot assignar directament a processos magmàtics.
Una àrea just al nord de Glees, al nord del llac Laacher, mostra clares tendències de moviments bruscs i tremolors superficials. Es pot trobar un resum de l'estat actual en un estudi que fa referència al perill dels repositoris nuclears per esdeveniments volcànics.

## Conseqüències de l'erupció
Els efectes més amplis de l'erupció van ser limitats, pujant a diversos anys d'estiu fred i fins a dues dècades d'alteració ambiental a Alemanya. Tot i això, la vida de la població local, coneguda com la cultura Federmesser, es va veure interrompuda. Abans de l'erupció, eren un poble escassament distribuït que subsistia alimentant-se i caçant, usant tant llances com arcs i fletxes. Segons l'arqueòleg Felix Riede, després de l'erupció, l'àrea més afectada per les pluges radioactives, la conca de Turíngia ocupada per la cultura Federmesser, sembla haver-se despoblat en gran manera, mentre que les poblacions del sud-oest d'Alemanya i França van augmentar. Alhora van sorgir dues noves cultures, la Brommedel del sud d'escandinàvia i el Perstuniano del nord-est d'Europa. Aquestes cultures tenien un nivell més baix d'habilitats en la fabricació d'eines que els Federmesser, particularment els Bromme que semblen haver perdut la tecnologia de l'arc i la fletxa. En opinió de Riede, la disminució va ser el resultat de la interrupció causada pel volcà Laacher See.
Es va discutir l'erupció com una possible causa de la glaciació Dryas recent, un període de refredament global a prop del final de l'últim màxim glacial que va semblar coincidir amb el moment de l'erupció de Laacher See. Tot i això, una datació millorada de l'inici de la Dryas recent a Europa, publicada el 2021, va mostrar que va començar uns 200 anys després de l'erupció, descartant-lo com una possible causa.

## Reserva natural
El llac i els seus voltants van ser declarats reserva natural de Laacher See el 26 d'abril de 1935, a causa de la seva composició geològica i morfològica (un exemple únic de vulcanisme postglacial a Eifel), per raons d'història natural, com a hàbitat d'espècies rares de plantes i aviram en perill d'extinció i per la seva especial bellesa escènica i singularitat.

## Fauna
El Laacher See és un llac oligotròfic (pobre en nutrients) que, malgrat les emissions de CO₂, és ric en oxigen i molt clar fins a grans profunditats. La pesca està permesa i es poden trobar diverses espècies, especialment el coregonus (Coregonus fera (Thienemann), avui Coregonus arenicolus) del llac de Constança, introduït pels monjos al segle xix, que juga un important paper econòmic a la zona han convertit en una espècie pròpia del llac. També hi ha lluços, carpes, tenques i perques.

### Ostrácodes
Es van examinar en detall els ostracodes que viuen a l'aigua del llac, així com les petxines fòssils d'aquests petits crancs que han sobreviscut als sediments del llac.

## Economia i turisme
El Laacher See pertany a les propietats de la propera abadia benedictina de Maria Laach, igual que les terres circumdants, la indústria pequera i el Seehotel Maria Laach. S'utilitza com a àrea recreativa local per nedar, navegar, caminar i acampar. També existeixen el club de vela Laacher See Mayen (SCLM) i el club de surf Laacher See, i la comunitat de corredors de Laacher See utilitza les seves ribes i l'àrea circumdant com a vedat de caça. El càmping Laacher See i un camp de minigolf també es troben al llac. A més ubicat prop de l'abadia hi havia el Centre Laach d'Història Natural i Microscòpia, que s'ocupava de la història natural del llac Laach i els seus voltants (tancat permanentment des del 2014). El Naturfreundehaus Laacherseehaus també és a la carretera cap a Mendig. L'accés públic al llac és gratuït.
El Deutsche Vulkanmuseum Lava-Dome (Museu Alemany de Volcans) és a Mendig. És l'atracció central del Vulkanpark, que, amb més de vint llocs d'interès, s'estén per tot l'est d'Eifel. El Laacher See també pertany al Geoparc Nacional Laacher See.

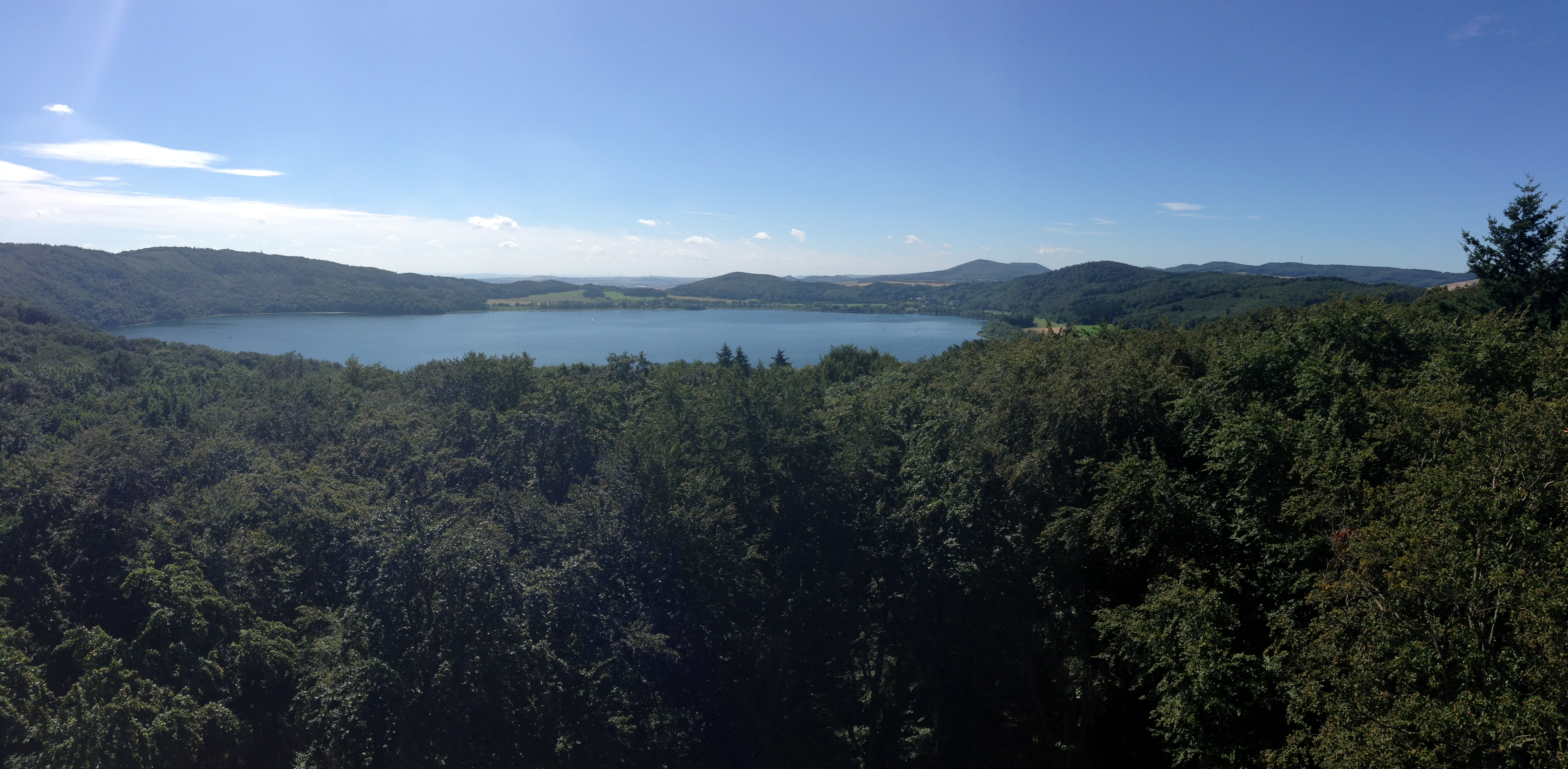
Vista des del Lydiaturm del Laacher See (2016)

## Col·legi jesuïta
Al gener de 1863, la Companyia de Jesús va adquirir la propietat del monestir i va desenvolupar una activitat de construcció a Laacher See amb un nou Collegium Maximum en territori alemany, fins que la Llei Jesuïta Prusiana de juliol de 1872 va posar fi a això. Entre 1870/71 un gran edifici d'estil neoclàssic de 80 metres de llarg i 10 d'amplada i amb dues plantes i mitja d'alçada, va ser erigit com a casa de convalescència per a un centenar d'estudiants jesuïtes. Durant l'any que va estar en ús, va haver-hi diverses morts nocturnes associades amb l'alliberament de gas de diòxid de carboni d'origen volcànic. Després que els jesuïtes marxessin, a partir del 1892, els benedictins ja no van usar l'edifici i va acabar deteriorant-se. Les últimes restes del mur van ser demolides el 1921 i les pedres van ser transportades a través del llac congelat fins al monestir, on es van fer servir per construir edificis agrícoles per a l'abadia de Maria Laach.

### Accident aeri
Hi ha hagut diversos accidents aeris sobre l'àrea del llac. Un es va produir el 29 d'agost de 1942, quan un avió bombarder Halifax britànic de quatre motors de la Segona Guerra Mundial va naufragar i les seves restes es troben al fons del llac a la part occidental i es creu que possiblement un altre avió naufragat es trobi a prop del lloguer de pots proper a la costa. Encara va ser visible fins als primers anys de la postguerra, fins que es va enfonsar més a les profunditats. El 27 d'abril del 2007 l'abadia va anunciar que a causa del risc d'explosió de qualsevol bomba amb detonadors de llarg termini, el municipi de Brohltal a Niederzissen, per decret del 30 de març del 2007, no s'atorgaria permisos per a busseig, tràfic d'embarcacions, natació i pesca esportiva a l'àrea. Del 2 al 20 de juny de 2008, es va dur a terme una operació de busseig sota el lideratge del grup de busseig del servei de neteja d'artefactes explosius de Renània-Palatinat, per explorar qualsevol possible perill. Es van recuperar fragments individuals de l?aeronau, però no es van trobar les restes del naufragi ni les bombes. Les immersions es van realitzar en condicions de visibilitat molt difícils (foscor, matèria en suspensió), per tant no és clar si hi ha alguna bomba a les restes de l'avió o als voltants. No es pot descartar que encara quedin residus d'oli hidràulic i combustible a la restes (segons testimonis presencials, l'avió es va estavellar contra el llac mentre estava en flames).

## La llegenda del castell enfonsat
Les velles llegendes parlen d'un castell que es diu que era en una illa a Laacher See. Allí vivia un comte que tractava amb tirania els seus subordinats. Un dia, després d'una tempesta apocalíptica, l'illa, juntament amb el castell i el malvat comte, es van enfonsar al llac. La llegenda va inspirar Friedrich Schlegel a escriure el seu poema El castell enfonsat.